# Королюк Андрій Петрович
Андрі́й Петро́вич Королю́к (4 червня 1980-29 серпня 2014) — солдат, Збройні сили України, учасник російсько-української війни.

## Життєпис
Народився 1980 року в місті Кривий Ріг. Закінчив Криворізьку ЗОШ № 68, ПТУ № 46, помічник машиніста тепловоза, слюсар рухомого складу. Працював на «АрселорМіттал».
Мобілізований у травні 2014-го, стрілець, 40-й батальйон територіальної оборони «Кривбас».
29 серпня 2014-го загинув під час виходу з Іловайського котла «зеленим коридором» на дорозі біля села Новокатеринівка. 3 вересня 97 тіл українських вояків привезено до дніпропетровського моргу. 16 жовтня 2014 р. тимчасово похований на Краснопільському цвинтарі.
Упізнаний за тестами ДНК, перепохований в Кривому Розі 24 березня 2015-го. У Кривому Розі оголошено день жалоби.

## Нагороди та вшанування
За особисту мужність і героїзм, виявлені у захисті державного суверенітету та територіальної цілісності України, вірність військовій присязі під час російсько-української війни нагороджений
- орденом «За мужність» III ступеня (26.2.2015, посмертно)
- медаллю УПЦ КП «За жертовність і любов до України» (посмертно)
- відзнакою міста Кривий Ріг «За Заслуги перед містом» 3 ступеня (посмертно)
- Іловайський Хрест (посмертно)

Його портрет розміщений на меморіалі «Стіна пам'яті полеглих за Україну» у Києві: секція 3, ряд 1, місце 38. Вшановується 29 серпня на щоденному ранковому церемоніалі вшанування українських захисників, які загинули цього дня у різні роки внаслідок російської збройної агресії